# Taylor (Missouri)
Taylor (auch Taylors Mills) ist eine Streusiedlung im Marion County im Nordosten des US-amerikanischen Bundesstaates Missouri. Taylor gehört als Unincorporated Community keiner Gemeinde an. 
Der Ort liegt 8,6 km westlich des Mississippi River, der die Grenze zum benachbarten Bundesstaat Illinois bildet.
An Taylor führt der U.S. Highway 61 vorbei, von der am östlichen Rand des Ortes der U.S. Highway 24 abzweigt. 
Über den Highway 61 sind es 36 km in südlicher Richtung nach Hannibal. In östlicher Richtung sind es über den Highway 24 bis Quincy im benachbarten Illinois 10 km. Nach Norden sind es 66 km über den Highway 61 bis zur Grenze zwischen den Bundesstaaten Missouri und Iowa.